# هارالد یالمارسن
هارالد یالمارسن (سوئدی: Harald Ossian Hjalmarson; ۱۴ ژوئیهٔ ۱۸۶۸ – ۱۶ دسامبر ۱۹۱۹) فرمانده نظامی اهل سوئد بود. وی از ۱۹۱۱ تا ۱۹۱۵ به‌عنوان نخستین فرمانده ژاندارمری ایران فعالیت می‌کرد.

## زندگی‌نامه
پدر یالمارسن، سرگرد بازنشسته ارتش سوئد بود. وی نیز حرفه نظامی خود را با نام‌نویسی در هنگ پیاده‌نظام اسکانی شمالی در سال ۱۸۸۷ آغاز کرد و در سال ۱۸۸۹ به عنوان افسر فارغ‌التحصیل شد. او از سال ۱۸۹۲ تا ۱۸۹۴ در کالج ستاد ارتش سلطنتی سوئد تحصیل کرد و پس از دریافت درجه ستوانی، فعالیت در هنگ پیاده‌نظام اسکانی را آغاز نمود. در سال ۱۹۰۵ به درجه سروانی ارتقا یافت. با این حال، او موقعیت‌هایی را در ارتش سوئد پیدا نکرد که با جاه‌طلبی‌های او مطابقت داشته باشد و به همین دلیل به دنبال پیوستن به ارتش فرانسه بود. او تا یک سال راننده لوکوموتیو در راه‌آهن دولتی سوئد بود. 
یالمارسن در سال ۱۹۱۱ درجه سرهنگی دریافت کرد، سپس به ایران منتقل شد و تا سال ۱۹۱۵ فرمانده ژاندارمری ایران بود. در فوریه ۱۹۱۸، یالمارسن، همراه با برخی دیگر از افسران سوئدی، از ارتش سوئد استعفا داد تا در ارتش سفید فنلاند داوطلب شود، زیرا دولت سوئد نمی‌خواست نیروهای رسمی سوئدی را برای شرکت در جنگ داخلی فنلاند بفرستد. پس از پایان جنگ، یالمارسن با درجه سرلشکری از ارتش فنلاند استعفا داد و فعالیت خود را با درجه سرهنگی در ارتش سوئد ادامه داد و در نهایت یک سال بعد در سال ۱۹۱۹ بازنشسته شد. یالمارسن از سال‌های حضورش در ایران، از یک بیماری مزمن رنج می‌برد و مجبور بود از داروهای قوی استفاده کند. وی سپس در دسامبر ۱۹۱۹ در شهر اوپسالا خودکشی کرد.